# Kanton Domérat-Montluçon-Nord-Ouest
Domérat-Montluçon-Nord-Ouest is een voormalig kanton van het Franse departement Allier. Het kanton maakte deel uit van het arrondissement Montluçon.  
Het werd opgeheven bij decreet van 27 februari 2014, met uitwerking op 22 maart 2015.

## Gemeenten
Het kanton Domérat-Montluçon-Nord-Ouest omvatte de volgende gemeenten:
- Domérat (hoofdplaats)
- Montluçon (deels)